# 巴沃羅夫

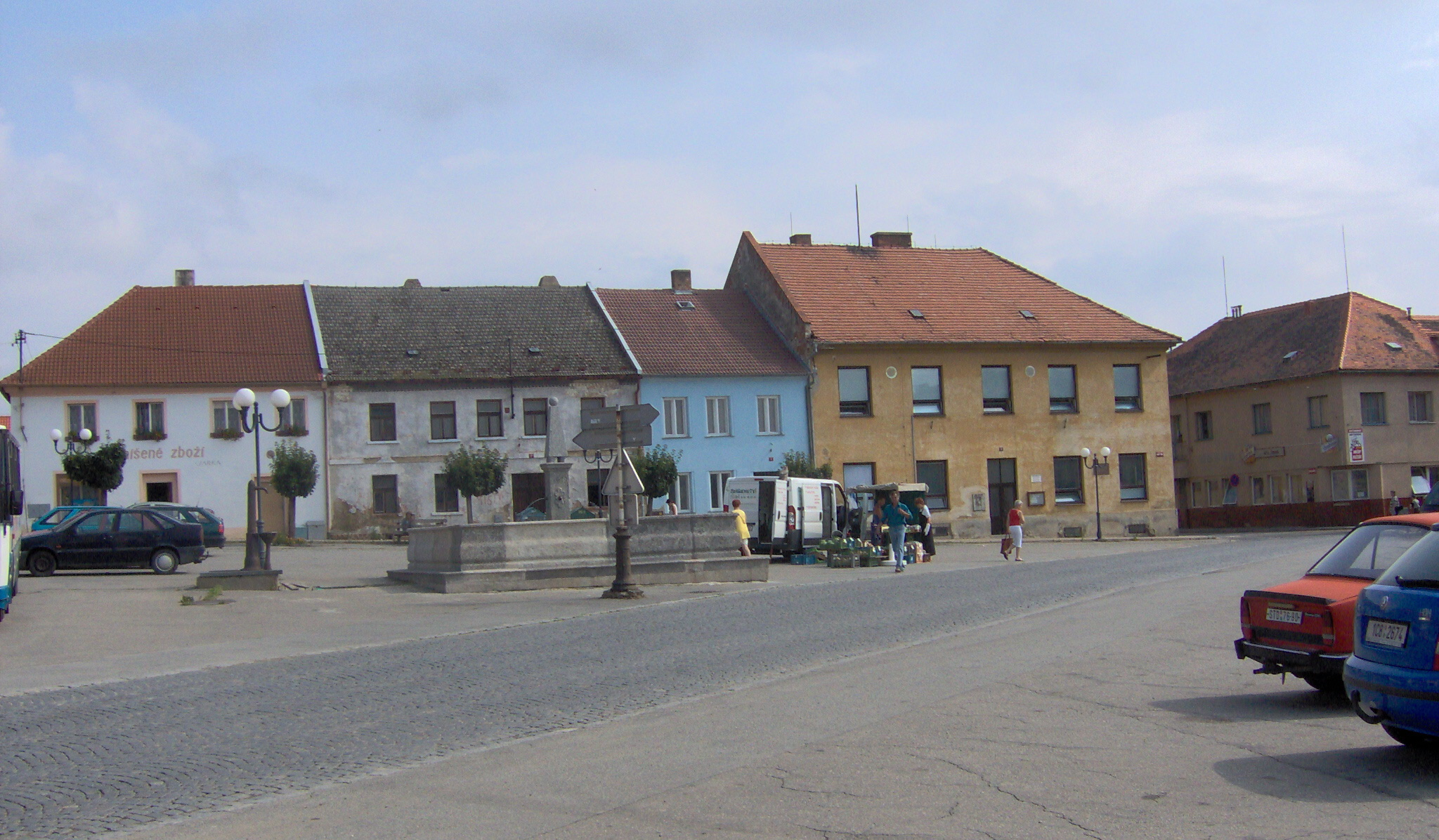

巴沃羅夫是捷克的城鎮，位於該國西南部，距離沃德尼亞尼8公里，由南波希米亞州負責管轄，面積35.39平方公里，海拔高度446米，該鎮在1867年發生的火災中遭到嚴重破壞，2007年人口1,464。

## 外部連結
- （捷克文） Official website （页面存档备份，存于）